# Mariano Messera
Mariano Messera (Posadas, 23 febbraio 1978) è un allenatore di calcio ed ex calciatore argentino, di ruolo centrocampista.

## Carriera
Ha giocato nella massima serie dei campionati argentino, messicano, cileno e greco.